# Mistrzostwa Europy w Pływaniu na krótkim basenie 1996
Piąte Mistrzostwa Europy w pływaniu na krótkim basenie odbyły się w Rostocku (Niemcy), w dniach 13 grudnia – 15 grudnia 1996 roku.

## Rezultaty mężczyzn

### 50 m stylem dowolnym
| Medal | Zawodnik           | Państwo         | Czas  |
| ----- | ------------------ | --------------- | ----- |
|       | Mark Foster        | Wielka Brytania | 22,25 |
|       | René Gusperti      | Włochy          | 22,51 |
|       | Dimitri Kalinowski | Białoruś        | 22,57 |

### 100 m stylem dowolnym
| Medal | Zawodnik       | Państwo | Czas  |
| ----- | -------------- | ------- | ----- |
|       | Lars Conrad    | Niemcy  | 48,90 |
|       | Nicolae Butacu | Rumunia | 49,49 |
|       | Nicolae Ivan   | Rumunia | 49,56 |

### 200 m stylem dowolnym
| Medal | Zawodnik            | Państwo         | Czas    |
| ----- | ------------------- | --------------- | ------- |
|       | Lars Conrad         | Niemcy          | 1:45,97 |
|       | Andrew Clayton      | Wielka Brytania | 1:47,35 |
|       | Konstantin Dubrovin | Niemcy          | 1:48,60 |

### 400 m stylem dowolnym
| Medal | Zawodnik           | Państwo | Czas    |
| ----- | ------------------ | ------- | ------- |
|       | Emiliano Brembilla | Włochy  | 3:45,52 |
|       | Stefan Pohl        | Niemcy  | 3:48,10 |
|       | Dimitrios Manganas | Grecja  | 3:48,29 |

### 1500 m stylem dowolnym
| Medal | Zawodnik       | Państwo         | Czas     |
| ----- | -------------- | --------------- | -------- |
|       | Ihor Snitko    | Ukraina         | 14:46,59 |
|       | Ian Wilson     | Wielka Brytania | 14:54,24 |
|       | Thomas Lohfink | Niemcy          | 15:04,13 |

### 50 m stylem grzbietowym
| Medal | Zawodnik         | Państwo   | Czas  |
| ----- | ---------------- | --------- | ----- |
|       | Mariusz Siembida | Polska    | 25,03 |
|       | Tomislav Karlo   | Chorwacja | 25,14 |
|       | Stev Theloke     | Niemcy    | 25,15 |

### 100 m stylem grzbietowym
| Medal | Zawodnik         | Państwo | Czas  |
| ----- | ---------------- | ------- | ----- |
|       | Mariusz Siembida | Polska  | 53,56 |
|       | Stev Theloke     | Niemcy  | 53,87 |
|       | Emanuele Merisi  | Włochy  | 54,39 |

### 200 m stylem grzbietowym
| Medal | Zawodnik        | Państwo | Czas    |
| ----- | --------------- | ------- | ------- |
|       | Emanuele Merisi | Włochy  | 1:54,91 |
|       | Nicolae Butacu  | Rumunia | 1:56,29 |
|       | Stev Theloke    | Niemcy  | 1:56,51 |

### 50 m stylem klasycznym
| Medal | Zawodnik        | Państwo | Czas  |
| ----- | --------------- | ------- | ----- |
|       | Patrik Isaksson | Szwecja | 27,76 |
|       | Jens Kruppa     | Niemcy  | 27,77 |
|       | Daniel Málek    | Czechy  | 27,84 |

### 100 m stylem klasycznym
| Medal | Zawodnik        | Państwo  | Czas    |
| ----- | --------------- | -------- | ------- |
|       | Jens Kruppa     | Niemcy   | 1:00,15 |
|       | Patrik Isaksson | Szwecja  | 1:00,45 |
|       | Aleksandr Gukow | Białoruś | 1:00,94 |

### 200 m stylem klasycznym
| Medal | Zawodnik        | Państwo  | Czas    |
| ----- | --------------- | -------- | ------- |
|       | Aleksandr Gukow | Białoruś | 2:09,86 |
|       | Artur Paczyński | Polska   | 2:10,69 |
|       | Jens Kruppa     | Niemcy   | 2:10,70 |

### 50 m stylem motylkowym
| Medal | Zawodnik          | Państwo         | Czas  |
| ----- | ----------------- | --------------- | ----- |
|       | Mark Foster       | Wielka Brytania | 23,91 |
|       | Fabian Hieronimus | Niemcy          | 24,07 |
|       | Jonas Åkesson     | Szwecja         | 24,25 |

### 100 m stylem motylkowym
| Medal | Zawodnik          | Państwo  | Czas  |
| ----- | ----------------- | -------- | ----- |
|       | Thomas Rupprath   | Niemcy   | 53,22 |
|       | Fabian Hieronimus | Niemcy   | 53,70 |
|       | Denisław Kalczew  | Bułgaria | 54,02 |

### 200 m stylem motylkowym
| Medal            | Zawodnik           | Państwo | Czas    |
| ---------------- | ------------------ | ------- | ------- |
|                  | Chris-Carol Bremer | Niemcy  | 1:57,04 |
|                  | Thomas Rupprath    | Niemcy  | 1:57,30 |
|                  | David Abrard       | Francja | 1:59,23 |
| Adrian Andermatt | Szwajcaria         | 1:59,23 |         |

### 100 m stylem zmiennym
| Medal | Zawodnik         | Państwo  | Czas  |
| ----- | ---------------- | -------- | ----- |
|       | Marcel Wouda     | Holandia | 54,62 |
|       | Jens Kruppa      | Niemcy   | 54,82 |
|       | Christian Keller | Niemcy   | 55,45 |

### 200 m stylem zmiennym
| Medal | Zawodnik         | Państwo   | Czas    |
| ----- | ---------------- | --------- | ------- |
|       | Marcel Wouda     | Holandia  | 1:56,83 |
|       | Christian Keller | Niemcy    | 1:58,52 |
|       | Krešimir Čač     | Chorwacja | 2:01,45 |

### 400 m stylem zmiennym
| Medal | Zawodnik         | Państwo  | Czas    |
| ----- | ---------------- | -------- | ------- |
|       | Marcel Wouda     | Holandia | 4:08,90 |
|       | Christian Keller | Niemcy   | 4:13,03 |
|       | Uwe Volk         | Niemcy   | 4:15,69 |

### 4×50m stylem dowolnym (sztafeta)
| Medal | Zawodnik                                                 | Państwo   | Czas    |
| ----- | -------------------------------------------------------- | --------- | ------- |
|       | Lars Conrad Christian Tröger Tim Nolte Steffen Smöllich  | Niemcy    | 1:29,54 |
|       | Tomislav Karlo Miloš Milošević Miro Žeravica Alen Lončar | Chorwacja | 1:29,69 |
|       | Anders Dahl Vermund Vetnes Thomas Sopp Thomas Nore       | Norwegia  | 1:30,40 |

### 4×50m stylem zmiennym (sztafeta)
| Medal | Zawodnik                                                        | Państwo         | Czas    |
| ----- | --------------------------------------------------------------- | --------------- | ------- |
|       | Stev Theloke Jens Kruppa Fabian Hieronimus Lars Conrad          | Niemcy          | 1:38,28 |
|       | Emanuele Merisi Domenico Fioravanti Luca Belfiore René Gusperti | Włochy          | 1:38,50 |
|       | Neil Willey Richard Maden Mark Foster Simon Handley             | Wielka Brytania | 1:38,72 |

## Rezultaty kobiet

### 50 m dowolnym
| Medal | Zawodniczka     | Państwo         | Czas     |
| ----- | --------------- | --------------- | -------- |
|       | Sandra Völker   | Niemcy          | 24,67 ER |
|       | Sue Rolph       | Wielka Brytania | 25,32    |
|       | Vibeke Johansen | Norwegia        | 25,38    |

### 100 m dowolnym
| Medal | Zawodniczka       | Państwo         | Czas     |
| ----- | ----------------- | --------------- | -------- |
|       | Sandra Völker     | Niemcy          | 53,04 ER |
|       | Sue Rolph         | Wielka Brytania | 54,46    |
|       | Martina Moravcová | Słowacja        | 54,95    |

### 200 m dowolnym
| Medal | Zawodniczka        | Państwo  | Czas    |
| ----- | ------------------ | -------- | ------- |
|       | Martina Moravcová  | Słowacja | 1:57,22 |
|       | Antje Buschschulte | Niemcy   | 1:58,34 |
|       | Carla Geurts       | Holandia | 1:59,16 |

### 400 m dowolnym
| Medal | Zawodniczka       | Państwo    | Czas    |
| ----- | ----------------- | ---------- | ------- |
|       | Kristina Kynerová | Czechy     | 4:09,94 |
|       | Carla Geurts      | Holandia   | 4:10,36 |
|       | Chantal Strasser  | Szwajcaria | 4:13,45 |

### 800 m dowolnym
| Medal | Zawodniczka      | Państwo         | Czas    |
| ----- | ---------------- | --------------- | ------- |
|       | Carla Geurts     | Holandia        | 8:34,66 |
|       | Flavia Rigamonti | Szwajcaria      | 8:39,20 |
|       | Sarah Collings   | Wielka Brytania | 8:42,42 |

### 50 m stylem grzbietowym
| Medal | Zawodniczka        | Państwo  | Czas  |
| ----- | ------------------ | -------- | ----- |
|       | Sandra Völker      | Niemcy   | 27,94 |
|       | Antje Buschschulte | Niemcy   | 28,55 |
|       | Suze Valen         | Holandia | 28,66 |

### 100 m stylem grzbietowym
| Medal | Zawodniczka        | Państwo  | Czas    |
| ----- | ------------------ | -------- | ------- |
|       | Antje Buschschulte | Niemcy   | 1:00,21 |
|       | Kateřina Pivoňková | Czechy   | 1:01,69 |
|       | Alenka Kejžar      | Słowenia | 1:01,93 |

### 200 m stylem grzbietowym
| Medal | Zawodnik           | Państwo  | Czas    |
| ----- | ------------------ | -------- | ------- |
|       | Kateřina Pivoňková | Czechy   | 2:08,15 |
|       | Antje Buschschulte | Niemcy   | 2:09,54 |
|       | Alenka Kejžar      | Słowenia | 2,12,20 |

### 50 m stylem klasycznym
| Medal | Zawodniczka   | Państwo  | Czas  |
| ----- | ------------- | -------- | ----- |
|       | Vera Lischka  | Austria  | 31,36 |
|       | Terrie Miller | Norwegia | 31,47 |
|       | Hanna Jaltner | Szwecja  | 32,04 |

### 100 m stylem klasycznym
| Medal | Zawodniczka   | Państwo  | Czas    |
| ----- | ------------- | -------- | ------- |
|       | Terrie Miller | Norwegia | 1:07,91 |
|       | Vera Lischka  | Austria  | 1:08,18 |
|       | Alicja Pęczak | Polska   | 1:08,33 |

### 200 m stylem klasycznym
| Medal | Zawodniczka   | Państwo  | Czas    |
| ----- | ------------- | -------- | ------- |
|       | Alicja Pęczak | Polska   | 2:26,11 |
|       | Alenka Kejžar | Słowenia | 2:27,33 |
|       | Anne Poleska  | Niemcy   | 2:27,57 |

### 50 m stylem motylkowym
| Medal | Zawodniczka     | Państwo   | Czas     |
| ----- | --------------- | --------- | -------- |
|       | Johanna Sjöberg | Szwecja   | 27,15 ER |
|       | Sandra Völker   | Niemcy    | 27,23    |
|       | Marja Pärssinen | Finlandia | 27,69    |

### 100 m stylem motylkowym
| Medal | Zawodniczka       | Państwo | Czas     |
| ----- | ----------------- | ------- | -------- |
|       | Johanna Sjöberg   | Szwecja | 58,80 ER |
|       | Sandra Völker     | Niemcy  | 59,44    |
|       | Julia Voitowitsch | Niemcy  | 1:00,51  |

### 200 m stylem motylkowym
| Medal | Zawodniczka     | Państwo   | Czas    |
| ----- | --------------- | --------- | ------- |
|       | Barbara Franco  | Hiszpania | 2:10,20 |
|       | Johanna Sjöberg | Szwecja   | 2:10,92 |
|       | María Pelaez    | Hiszpania | 2:11,36 |

### 100 m stylem zmiennym
| Medal | Zawodniczka       | Państwo         | Czas    |
| ----- | ----------------- | --------------- | ------- |
|       | Sue Rolph         | Wielka Brytania | 1:01,91 |
|       | Martina Moravcová | Słowacja        | 1:01,98 |
|       | Sabine Herbst     | Niemcy          | 1:02,46 |

### 200 m stylem zmiennym
| Medal | Zawodniczka   | Państwo         | Czas    |
| ----- | ------------- | --------------- | ------- |
|       | Sue Rolph     | Wielka Brytania | 2:10,60 |
|       | Alicja Pęczak | Polska          | 2:13,07 |
|       | Sabine Herbst | Niemcy          | 2:13,29 |

### 400 m stylem zmiennym
| Mrdal | Zawodniczka      | Państwo | Czas    |
| ----- | ---------------- | ------- | ------- |
|       | Sabine Herbst    | Niemcy  | 4:39,26 |
|       | Beatrice Căşlaru | Rumunia | 4:41,76 |
|       | Pavla Chrástová  | Czechy  | 4:42,07 |

### 4×50m stylem dowolnym (sztafeta)
| Medal | Zawodniczka                                                     | Państwo    | Czas    |
| ----- | --------------------------------------------------------------- | ---------- | ------- |
|       | Katrin Meissner Marianne Hinners Silvia Stahl Sandra Völker     | Niemcy     | 1:41,15 |
|       | Johanna Sjöberg Linda Olofsson Nelly Jörgensen Malin Svahnström | Szwecja    | 1:42,18 |
|       | Dominique Diezi Andrea Quadri Sandrine Paquier Chantal Strasser | Szwajcaria | 1:44,90 |

### 4×50m stylem zmiennym (sztafeta)
| Medal | Zawodniczka                                                       | Państwo  | Czas       |
| ----- | ----------------------------------------------------------------- | -------- | ---------- |
|       | Antje Buschschulte Sylvia Gerasch Julia Voitowitsch Sandra Völker | Niemcy   | 1:51,79 ER |
|       | Suze Valen Madelons Baans Wilma van Hofwegen Angela Postma        | Holandia | 1:52,80    |
|       | Nelly Jörgensen Hanna Jaltner Johanna Sjöberg Linda Olofsson      | Szwecja  | 1:53,06    |

## Tabela medalowa
| Miejsce | Kraj            |    |    |    | Razem |
| ------- | --------------- | -- | -- | -- | ----- |
| 1       | Niemcy          | 14 | 14 | 11 | 39    |
| 2       | Wielka Brytania | 4  | 4  | 2  | 10    |
| 3       | Holandia        | 4  | 2  | 2  | 8     |
| 4       | Szwecja         | 3  | 3  | 3  | 9     |
| 5       | Polska          | 3  | 2  | 1  | 6     |
| 6       | Włochy          | 2  | 2  | 1  | 5     |
| 7       | Czechy          | 2  | 1  | 2  | 5     |
| 8       | Norwegia        | 1  | 1  | 2  | 4     |
| 9       | Słowacja        | 1  | 1  | 1  | 3     |
| 10      | Austria         | 1  | 1  | 0  | 2     |
| 11      | Białoruś        | 1  | 0  | 2  | 3     |
| 12      | Hiszpania       | 1  | 0  | 1  | 2     |
| 13      | Ukraina         | 1  | 0  | 0  | 1     |
| 14      | Rumunia         | 0  | 3  | 1  | 4     |
| 15      | Chorwacja       | 0  | 2  | 1  | 3     |
| 16      | Słowenia        | 0  | 1  | 2  | 3     |
| 16      | Szwajcaria      | 0  | 1  | 2  | 3     |
| 17      | Bułgaria        | 0  | 0  | 1  | 1     |
| 17      | Finlandia       | 0  | 0  | 1  | 1     |
| 17      | Francja         | 0  | 0  | 1  | 1     |
| 17      | Grecja          | 0  | 0  | 1  | 1     |
| Razem   | Razem           | 38 | 38 | 39 | 107   |